# إيفان كوماروف
إيفان كوماروف (19 يونيو 1921 – 11 أبريل 2005) هو مبارز بالسيف من الاتحاد السوفيتي راحل، مثّل بلاده في الألعاب الأولمبية الصيفية 1952.

## روابط رياضية
إيفان كوماروف على موقع أوليمبيديا (الإنجليزية)